# Paulus Lieger
Paulus Lieger OSB (* 7. März 1865 in Grafenberg, Niederösterreich; † 21. Dezember 1944 in Wien; eigentlich Joseph Lieger) war ein österreichischer römisch-katholischer Schulmann.

## Leben
Nach Gymnasialstudien in Horn trat Lieger 1886 in die Wiener Schottenabtei ein. An der Universität Wien studierte er zunächst Theologie und wurde 1891 zum Priester geweiht. Nach einem anschließenden Studium der Klassischen Philologie wurde er 1895 zum Dr. phil. promoviert. Nachdem er 1897 die Lehramtsprüfung abgelegt hatte, unterrichtete er von 1898 bis 1937 Latein und Griechisch am Schottengymnasium. Er wurde am Wiener Zentralfriedhof bestattet.
Wissenschaftlich arbeitete Lieger vor allem auf dem Gebiet der griechischen und lateinischen Metrik. Daneben war er auch als Übersetzer tätig. Ab 1915 war er Gerichtsdolmetscher für Latein. Bedeutung erlangte seine Übersetzung des Rituale Romanum ins Deutsche.

## Werke
- De oraculis Sybillinis capita tria (Dissertation). Wien 1894.
- De epistola Sapphus. In: Jahresbericht 1901/02 des Schottengymnasiums in Wien. Wien 1902, S. 3–28.
- Quaestiones Sibyllinae. I. De collectionibus oraculorum Sibyllinorum. In: Jahresbericht 1903/04 des Schottengymnasiums in Wien. Wien 1904, S. 3–25.
- Quaestiones Sibyllinae. II. Sibylla Hebraea sive de libri III aetate et origine. In: Jahresbericht 1905/06 des Schottengymnasiums in Wien. Wien 1906, S. 3–43.
- Die jüdische Sibylle. Griechisch und deutsch mit erläuternden Anmerkungen. In: Jahresbericht 1907/08 des Schottengymnasiums in Wien. Wien 1908, S. 3–66.
- Lehrgang der Metrik des Horaz. Mit einer methodischen Einführung in die Grundbegriffe der Metrik. In: Jahresbericht 1909/10 des Schottengymnasiums in Wien. Wien 1910, S. 3–48.
- Christus im Munde der Sibylle. Eine Blütenlese aus den Sibyllinischen Orakeln. Griechisch und deutsch mit erklärenden Anmerkungen. In: Jahresbericht 1910/11 des Schottengymnasiums in Wien. Wien 1911, S. 3–63.
- Streifzüge ins Gebiet der griechischen Metrik. In: Symbolae Scotenses. Wissenschaftliche Beilage zum Jahresbericht des k.k. Obergymnasiums zu den Schotten in Wien über das Schuljahr 1913/1914. Wien 1914, S. 5–114.
- Der Akzent in der Verskunst der Griechen und Römer. In: Jahresbericht 1925/26 des Schottengymnasiums in Wien. Wien 1926, S. 3–37.
- J. Cornus' Beiträge zur lateinischen Metrik. Eine Kritik und Würdigung mit Ergänzungen aus dem Nachlasse. Wien 1927.
- Anaklastischer Ursprung der Ioniker. In: Jahresbericht 1927/28 des Schottengymnasiums in Wien. Wien 1928, S. 3–36.
- Das enhoplische Metrum  („Daktyloepitriten“). In: Jahresbericht 1928/29 des Schottengymnasiums in Wien. Wien 1929, S. 3–36.
- Das päonische Metrum und sein Verhältnis zu den Dochmien. In: Jahresbericht 1929/30 des Schottengymnasiums in Wien. Wien 1930, S. 3–39.
- Daktylotrochäen. In: 124. Jahresbericht 1930/31 des Schottengymnasiums in Wien. Wien 1931, S. 3–24.
- Anaklasis und Epiploke. In: 125. Jahresbericht 1931/32 des Schottengymnasiums in Wien. Wien 1932, S. 29–55.
- Die Cantica in Sophokles' Antigone. Metrische Analyse und Vortrag als didaktisches Problem. In: 126. Jahresbericht 1932/33 des Schottengymnasiums in Wien. Wien 1933, S. 3–35.
- Die sapphische Strophe. In: 128. Jahresbericht 1934/35 des Schottengymnasiums in Wien. Wien 1935, S. 3–35.
- Das römische Rituale. Nach der typischen Vatikanischen Ausgabe auf Anregung und unter Mitwirkung des Wiener Liturgischen Priesterkreises übersetzt von Paulus Lieger. Klosterneuburg 1936.
- Zur Schulbetonung des Griechischen. In: 129. Jahresbericht 1935/36 des Schottengymnasiums in Wien. Wien 1936, S. 3–20.
- Die Cantica in Euripides' Medea. Ein metrischer Kommentar. In: 130. Jahresbericht 1936/37 des Schottengymnasiums in Wien. Wien 1937, S. 3–20.